# Dorfkirche Münchenroda

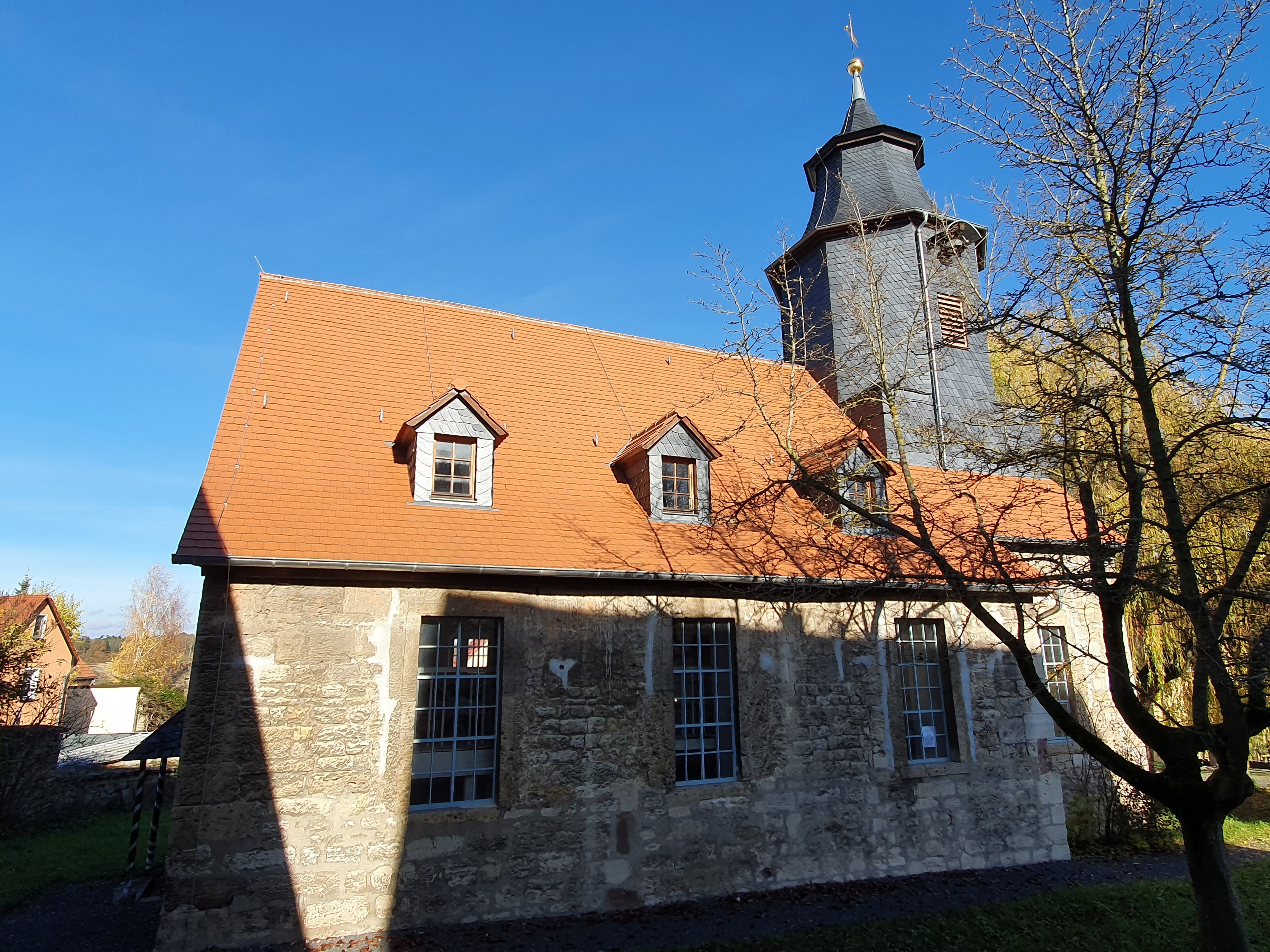
Außenansicht der Kirche

Die Dorfkirche Münchenroda im Ortsteil Münchenroda der Stadt Jena in Thüringen am nordwestlichen Rande des Dorfes ist eine Saalkirche mit Dachreiter. Ihr Holzfachwerk ist mit Schiefer gedeckt. Im schlichten Saal befinden sich an drei Seiten Doppelemporen.
Die Kirche war lange in Besitz des nahegelegenen Klosters Bürgel. Sie gehört zum Kirchspiel Großschwabhausen im Kirchenkreis Jena der Evangelischen Kirche in Mitteldeutschland.